# Râul Corlata
Râul Corlata este un curs de apă, afluent al râului Moldova. 